# 拣爱
《揀愛》是戀愛冒險遊戲，由三個獨立的戀愛故事構成。玩家在不同場景時需作出不同選擇互動，每次互動都會影響發展，帶出不同的結局。遊戲由阿卡巴工作室獨立開發，前身《選擇愛》诞生自Game Jam比賽。2018年9月在Steam上發行第一章，手機版及主機版分别由極光計劃及Ratalaika Games發行。遊戲發行後評價大致正面，評論者讚揚本作故事和藝術風格，但有批評指遊戲在翻譯後故事文本缺乏感情。

## 內容與玩法
《揀愛》以男女間的情感為主題，由三個獨立的戀愛故事構成（由极光计划發行的手機版本另含一章番外篇），以戀愛冒險遊戲的互动选择玩法为主。玩家在不同場景時需作出不同選擇互動，每次互動都會影響發展，帶出不同的結局。

### 故事
第一個故事「愛情·遊戲」中男女主在Game Jam上相遇，後來相熟，相約看電影與吃飯後成為情侶，但隨著雙方深入彼此生活，日常生活中的缺點越來越清晰，也開始產生爭執。第二個故事「愛情·距離」中男女主在小鎮上相識，男主夢想成為工程師，女主則想成為鋼琴家，兩人在一起度過小學階段之後，便因彼此的家庭與夢想，分隔兩地，多年來僅以電話通訊。第三個故事「愛情·偵探」中女主因看到丈夫的手機撥入一通電話，判斷他有事瞞著自己，在家中房間搜尋證據，最後發現是丈夫給自己的結婚紀念日驚喜。番外篇「親情·合照」中則講述了男主在各個年齡層與親人間發生的事。

## 開發
亚恒是中華人民共和國广东省广州市的獨立遊戲開發者，大學畢業後到日本工作，任職嵌入式程序员，业余时间学习了游戏引擎製作遊戲，尝试在4399上發佈一些小游戏。2016年，他在網上观看了《獨立遊戲時代》等講述獨立遊戲的電影後，開始對獨立遊戲開發感興趣。2017年3月，他決定辭職，全职開發遊戲。開發《揀愛》前，亚恒參與過一款面向Steam玩家的遊戲專案，不過以失敗告終。期間也參加了多個Game Jam活動，結識了不少開發者。2018年6月的Game Jam比賽上，亚恒與ec、招阳星三人組成團隊阿卡巴工作室，亚恒擔任製作人，另外兩人擔任美術，完成了《揀愛》的前身《選擇愛》。《選擇愛》在活動中未能取得成績，但有發行商表示打算將遊戲在Steam免費發行。亚恒欣然答應，不過隨後改變了想法，計劃將《選擇愛》打造成更完整的作品，最終和發行商解除合作。

### 玩法与剧情

《拣爱》第一个故事的截图，展现了Game Jam比赛的场景。与其他恋爱冒险游戏类似，游戏在下方显式提供了数个选项；但若点击上方画面中的男女图像，可得到不同的剧情走向

《揀愛》的核心玩法，源於亚恒在早期遊戲開發時積累的一個靈感，在2018年6月的Game Jam比賽上，比賽題目與這個想法契合，得以付諸實施。比賽題目是一張視錯覺圖，從不同角度觀察，圖像呈現的內容也不同，或男或女，亦能看作他們相互擁抱。亚恒從中聯想到「爱情」和「事物总有两面」的概念，「从多个的角度看待爱情，选择不同，得到的结果也不同」。基於這個主題，亚恒也定下作品的標題，《揀愛》寓意在愛情的選擇中謹慎，其中的「揀」就是指「挑選」之意。
遊戲剧情交互方面的設計靈感取自《Florence》。亚恒游玩《Florence》時感到遺憾，因為遊戲中無論自己怎樣努力，都不能影響劇情走向。於是他在设计《揀愛》时，加強玩家的每一個決定和行為對劇情的影響。遊戲預先選定好想傳達給玩家的價值觀，然後再圍繞主題设计情節。大部分剧情由亚恒編寫，部分參考了團隊中女性美術ec的想法。亚恒認為劇情「應該算是能兼顧男生女生觀點」，因為他本人與ec皆滿意。為减少繁琐的背景设定，讓玩家更好地代入故事，遊戲劇情文本大多精简，大部分男女主都無姓名。在劇情引導方面，因亚恒不喜欢传统网络游戏的新手引导，認為這會破坏玩家遊戲体验，故此沒有在劇情上做明顯的引導。遊戲每個章節都採用不同的玩法和敘事方式，以圖給玩家帶來新鮮感。

### 美術与音樂
遊戲的美術風格同樣受遊戲《Florence》啟發。兩者美術風格相似，以童話風描繪。美術最初由ec與招阳星担任，分別負責畫面和插圖。ec在進入游戏行業前，曾繪畫過兩年條漫。為《揀愛》製作美工時，她認為「情到浓时，眼里只有对方」。於是初版中，使用者界面和場景物件都偏向黑白灰，而故事主人翁則另有單獨顏色偏向，男主色蓝而女主色粉。但因故事以男生視覺為主，在後來製作時她把使用者界面和場景調為藍灰色。招阳星在描繪插圖時，對於好的結局以纯净偏暖的色调繪製，以帶出故事的喜悦感；而對於坏結局則以紫色冷调繪製，帶出遗憾和心伤之感。在開發第二章時，美术进度缓慢，導致遲遲未能完工。為增加人手，亚恒後在百度贴吧上找到linglu，聘请其为游戏的第三位美术。
在Game Jam階段時，遊戲音樂由亚恒自行挑選，測試與剧情的契合度。在正式開發時，亚恒則與音樂家MIDIPANDA合作，將音樂所需的情緒和節奏的快慢提給MIDIPANDA，並提供三至四首樂曲參考，讓MIDIPANDA作曲時能把握音樂的整體情緒。因作品是手繪風繪製的簡單愛情故事，所以并未采用華麗的音樂作背景，而是通过樸素簡單的鋼琴曲帶出故事。

## 發行
游戏分章节发布。2018年9月30日，阿卡巴工作室在Steam發佈遊戲的搶先體驗版，僅有第一章的內容，支持Microsoft Windows和macOS平台。2019年7月1日，第二章內容發佈。不日，亚恒收到腾讯邀請，參與旗下的GWB腾讯游戏创意大赛。腾讯表示會協助遊戲移植到手機平台上，遊戲將登陸腾讯旗下使用HTML5的互动阅读平臺一零零一，手机應用版則由极光计划发行。移植工作耗時一年完成，2021年3月，遊戲手機版獲得国家新闻出版署批出的游戏版号，滿足在中國大陸商業發行的要求。同年5月20日，手機版發行，相較其它平台多出「番外篇」一章。
海外發行方面，遊戲的主機版由西班牙發行商Ratalaika Games負責。游戏的英語和日語由亚恒自行翻譯，並在網絡論壇和Facebook上請求玩家帮忙校对，其它语言如西班牙语、俄语等亦由網絡用戶協助翻译。由于英语翻译不佳，亚恒于2021年邀请轻语工作室重译。2021年9月10日，遊戲的PlayStation 4、PlayStation 5、任天堂Switch、Xbox One和Xbox Series X/S版發售。11月15日，遊戲Steam版正式發行。
2024年1月22日，亚恒宣佈與极光计划的合同在同年5月20日到期，屆時手機版《揀愛》停止服務器運作，不能遊玩。

## 反響

### 流行與銷量
2018年10月，即遊戲上架的一個月内，bilibili的Up主「中国BOY」發佈《揀愛》的游玩视频，觀看量超過一百萬，令遊戲銷量提升，在遊戲發行三周時銷量達一萬份。2023年1月，有玩家在短片平臺抖音上傳了《揀愛》遊玩视频，在抖音上广泛传播，不少玩家相繼上傳遊戲的遊玩视频。同時，有非遊戲類的影片創作者在熱門趨勢下，創作關於《揀愛》的內容，讓遊戲受眾更廣。這令遊戲在Steam單月銷量超過50萬份，大约是先前销量总和的两倍，中国国内和国外的销量比也从9∶1变为6∶4；同期Steam用戶評價為「壓倒性好評」。
而由于发行工作的失误，同时存在与《拣爱》（LoveChoice）近乎同名的高热度游戏《Love Choice》，移动端在中国国外销量较低，上线1个多月中销量不足20份。

### 評價
評論者對遊戲評價大致正面。《鏡週刊》、17173网、Movies Games and Tech都讚揚作品的美術和故事。《鏡週刊》的智偉指遊戲的美術「既萌又可愛」，並且色彩清新，劇情故事貼近生活。17173网的雷祺指出本作中手繪風格清新，愛情故事「溫暖、安靜而貼近生活」，並以「甜品遊戲」來褒揚其優秀。Movies Games and Tech的編輯丹尼爾·韋特（Daniel Waite）表示短篇小說所呈現的獨特愛情觀引人入勝，他喜愛故事所展現的人物關係，並認為當中的揀選和生活很貼切。除此之外，他還讚揚作品色調柔和有趣、音樂淒美動人，兩者都很貼合遊戲的情感。廉頗在3DMGAME撰文，指自己在2018年初次遊玩《揀愛》時，就給他「留下足夠深刻的印象」。他認為《揀愛》的故事教導玩家無需为单身状态发愁，並帶給人們“一个人的生活也好，两个人的生活也罢，适合自己步调的生活，才是最好的状态”的信息。
然而Movies Games and Tech的韋特（Waite）批評遊戲翻譯。他指出在游玩前便擔心該作翻譯不佳，結果也不出所料。他表示“大部分對話都讓人感覺冰冷脫節”，認為冷酷無情的對話在起爭執或悲傷時呈現的效果很好，但當用於示愛時，這翻譯是“極度失敗”。

### 獎項
《揀愛》奪得2019年全球遊戲開發者大會亞洲站最佳敘事遊戲獎，2019年GWB騰訊遊戲創意大賽互動敘事賽區銀獎，並被提名為2019indiePlay中国独立游戏大赛最佳叙事。